# Sara Teasdale
Sara Teasdale (tên khai sinh: Sara Trevor Teasdale, còn tên sau khi lấy chồng là: Sara Teasdale Filsinger, 8 tháng 8 năm 1884 – 29 tháng 1 năm 1933) – nữ nhà thơ Mỹ đoạt giải Pulitzer năm 1918 cho cuốn Thơ tình (Love Songs).

## Tiểu sử
Sara Teasdale sinh ra trong một gia đình trung nông ở St. Louis Misouri. Trong suốt thời thơ ấu, sức khoẻ bà rất kém, vì vậy bà được học ở nhà cho đến khi 9 tuổi. Lúc 10 tuổi bà mới đủ sức khỏe để bắt đầu đi học. Năm 1898, bà bắt đầu học tại Học viện Mary, nhưng năm 1899 chuyển sang Hosmer Hall, tốt nghiệp năm 1903. Gia đình bà cư trú tại 3668 Lindell Blvd, sau đó chuyển tới 38 Kingsbury Place ở St. Louis, Missouri. Cả hai ngôi nhà đều được mẹ bà thiết kế. Ngôi nhà trên có một phòng riêng cho bà ở tầng hai. Đây là nơi Sara làm việc, ngủ, và thường ăn cơm một mình.
Từ năm 1904 đến năm 1907, bà là thành viên của The Potters, do Lillie Rose Ernst, một nhóm nữ nghệ sĩ đứng đầu. Từ năm 1904 đến 1907, The Potter's Wheel, là một nguyệt san văn học và nghệ thuật ở.
Bài thơ đầu tiên của Teasdale đã được đăng trong Reedy's Mirror của William Marion Reedy, một tờ báo địa phương, vào năm 1907. Tập thơ tuyển chọn đầu tiên là Sonnets đến Duse và những bài thơ khác, đã được xuất bản cùng năm đó.
Tập thơ tuyển chọn thứ hai của bà là Helen của và những bài thơ khác đã được xuất bản vào năm 1911. Tập thơ này đã nhận được sự hưởng ứng của các nhà phê bình, những người ca ngợi trữ tình và chủ đề lãng mạn.
Từ năm 1911 đến năm 1914, bà được một số người đàn ông tán tỉnh, trong đó có nhà thơ Vachel Lindsay, người thực sự yêu bà, nhưng bà cảm thấy rằng ông ta không thể bảo đảm cuộc sống, nên bà không đồng ý. Bà đã kết hôn với Ernst Filsinger, một người từ lâu đã ngưỡng mộ thơ của bà, vào ngày 19 tháng 12 năm 1914.
Tập thơ tuyển chọn thứ ba của bà là Rivers to the Sea, đã được xuất bản năm 1915. Đó là một cuốn sách bán rất chạy, được tái bản nhiều lần. Năm 1916, bà và Filsinger chuyển đến thành phố, họ sống trong căn hộ ở Central Park West.
Năm 1918, bà đoạt giải Pulitzer Prize cho Tập thơ tuyển chọn "Những bản tình ca"
Filsinge liên tục đi kinh doanh khiến và rất cô đơn. Năm 1929, bà di chuyển giữa các tiểu bang suốt ba tháng, qua đó bà nghĩ tới chuyện ly hôn. Bà không muốn thông báo cho Filsinger, chỉ thông báo khi luật sư của bà khăng khăng yêu cầu. Khi được thông báo, Filsinger đã bị sốc. Sau khi ly hôn, bà chỉ di chuyển hai căn hộ từ ngôi nhà cũ của bà ở Central Park West. Bà đã nhen nhúm tình bạn với Vachel Lindsay, người đã kết hôn với con bà.
Năm 1933, bà qua đời bằng cách tự sát bằng thuốc ngủ. Lindsay cũng đã chết vì tự sát sớm hơn hai năm. Bà được mai táng tại Nghĩa trang Bellefontaine ở St. Louí.

## Sự tự tử của Sara Teasdale và bài thơ "I Shall Not Care"
Có một giai thoại về việc tự tử của nữ thi sĩ liên quan đến bài thơ "I Shall Not Care". Mặc dù bài thơ được viết vào năm 1915, còn Sara tự tử 18 năm sau đó (năm 1933), cho thấy khi viết bài thơ này cô đã suy ngẫm về cái chết. Thời đó Sara yêu nhà thơ Vachel Lindsay (có thể đây chỉ là tình yêu đơn phương, hoặc do sự tính toán) nhưng khi Lindsay ngỏ lời muốn cưới Sara thì cô đã từ chối. Ngay sau đó Sara đi lấy Ernst Filsinger, một doanh nhân giàu có và hai người sống với nhau được 15 năm. Còn Vachel Lindsay do thất tình cộng với những áp lực về tài chính và mặc dù có vợ con nhưng đã tự tử bằng cách uống thuốc sát trùng lysol năm 1931. Hai năm sau đó Sara Teasdale cũng tự tử bằng cách uống thuốc ngủ quá liều.
| Em chẳng quan tâm Khi em chết trong tháng Tư đầy ánh sáng Trời lắc tóc mưa ướt đẫm của mình Và dù anh với trái tim vỡ tan Em chẳng quan tâm lắm. Em sẽ yên bình như cây cối sau mưa Như những cành cây đẫm ướt Sẽ im lặng hơn và con tim còn lạnh ngắt Hơn cả anh bây giờ. | I Shall Not Care When I am dead and over me bright April Shakes out her rain-drenched hair, Though you should lean above me broken-hearted, I shall not care. I shall have peace, as leafy trees are peaceful When rain bends down the bough; And I shall be more silent and cold-hearted Than you are now. |

## Các tập thơ
- Sonnets to Duse and Other Poems (1907), 29 bài thơ
- Helen of Troy and Other Poems (1911), 77 bài thơ
- Rivers to the Sea (1915), 85 bài thơ
- Love Songs (Thơ tình, 1917), 71 bài thơ
- Flame and Shadow (1920), 82 bài thơ
- Dark of the Moon (1926)
- Stars To-night (1930)
- Strange Victory (Chiến thắng lạ lùng, 1933)